# Boulton Paul Aircraft
Boulton Paul Aircraft Limited war ein britischer Flugzeughersteller mit Sitz in Norwich, später Wolverhampton. Das 1934 gegründete Unternehmen ging aus der seit 1914 bestehenden Flugzeugbauabteilung der Boulton & Paul Ltd hervor und schloss sich 1961 mit der Dowty Group zusammen. Es produzierte und verbesserte vor allem Modelle anderer Hersteller. Daneben entstanden einige bemerkenswerte Eigenentwürfe.

## Geschichte

### Anfänge
Die seit 1797 bestehende Boulton & Paul Ltd begann 1915 mit der Produktion von Flugzeugen anderer Hersteller. Das wichtigste Modell aus der Zeit des Ersten Weltkrieges war die Royal Aircraft Factory F.E.2, von der 550 Exemplare entstanden. Daneben war Boulton Paul der wichtigste Produzent der Sopwith Camel. Obwohl mittlerweile ein eigenes Konstruktionsbüro gegründet worden war, erlangte während des Krieges kein eigener Entwurf größere Bedeutung. Während die Sopwith Snipe den Vorzug vor dem Kampfflugzeug P.3 Bobolink erhielt, verhinderte der Waffenstillstand die Produktionsaufnahme der P.7 Bourges.

### Zwischenkriegszeit
Nach dem Krieg konzentrierte sich das Unternehmen auf die Entwicklung von Maschinengewehrtürmen, die in Bomber eingebaut werden sollten. So besaß der zweimotorige Doppeldecker Sidestrand einen letztlich unbefriedigenden Turm im Bug. Der Nachfolger Overstrand erhielt einen geschlossenen Turm mit einem Lewis-Maschinengewehr, der mit Druckluft bewegt werden konnte. Später erwarb das Unternehmen eine französische Lizenz, die den Übergang zu elektrohydraulischen Antrieben ermöglichte. Die Türme wurden danach auch für Kampfflugzeuge vorgesehen.

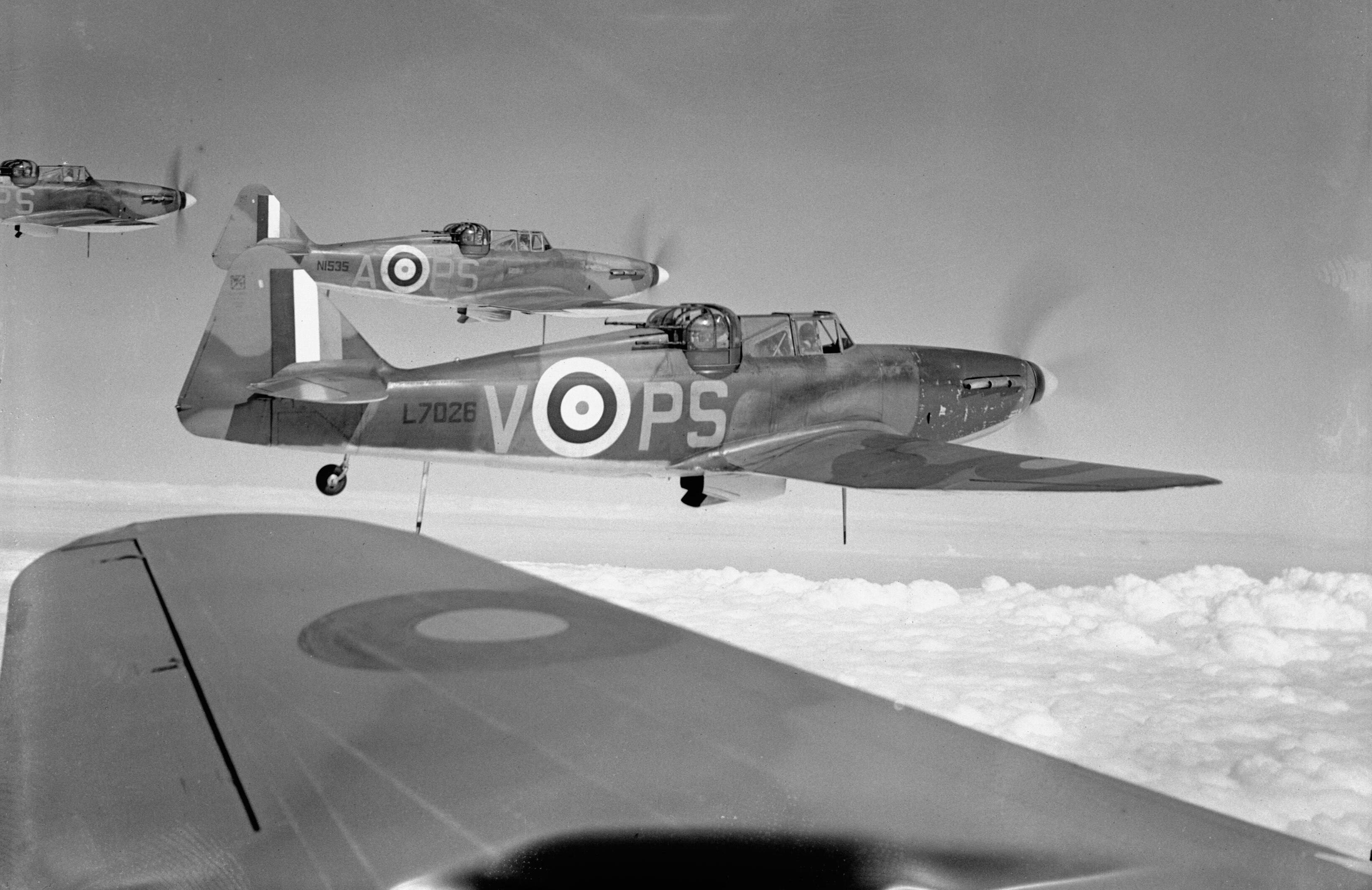
Boulton Paul Defiant

### Unabhängigkeit
1934 trennte sich Boulton & Paul von der Flugzeugbauabteilung, die von nun an als Boulton Paul Aircraft Ltd geführt wurde. In den folgenden Jahren entstand ein neuer Produktionsstandort in Wolverhampton. Die alten Fabrikanlagen in Norwich wurden aufgegeben.
Das erste mit einem Turm ausgestattete Kampfflugzeug war die Hawker Demon. Kurze Zeit später folgte ein eigener Entwurf, die Defiant, die den hohen Erwartungen aber nicht gerecht wurde. Das Flugzeug wies statt einer Frontalbewaffnung einen mit vier Maschinengewehren bestückten Turm hinter der Pilotenkanzel auf. Die gleiche Bewaffnung fand sich beim Marineflugzeug Blackburn Roc wieder, das von Boulton Paul überarbeitet und hergestellt wurde.
Ein weiteres bei Boulton Paul während des Zweiten Weltkrieges gefertigtes Modell war die Fairey Barracuda. Daneben wurden Umbauten an der Vickers Wellington durchgeführt.

### Nachkriegszeit
Der einzige bedeutende Nachkriegsentwurf war das Trainingsflugzeug Balliol, von dem 229 Exemplare gebaut wurden. Von diesen dienten dreißig Modelle als Sea Balliol zum Üben von Landungen auf Flugzeugträgern.
Boulton Paul beteiligte sich später an der Herstellung der English Electric Canberra und der de Havilland DH.100 Vampire. Das Unternehmen entwarf und baute zu Testzwecken eine Reihe strahlgetriebener Deltaflügelflugzeuge.
1961 kam es zum Zusammenschluss mit der Dowty Group. In der Folge entstand die Dowty Boulton Paul Ltd, aus der das Unternehmen Dowty Aerospace hervorging. Seit 2000 ist das Luftfahrtunternehmen Teil der Smiths Aerospace.

## Flugzeuge
- Boulton & Paul Bobolink 1918
- Boulton & Paul Bourges 1918
- Boulton & Paul P-6 1918
- Boulton & Paul Atlantic 1919
- Boulton & Paul P.9 1919
- Boulton & Paul Bolton 1922
- Boulton & Paul Bugle 1923
- Boulton & Paul Bodmin 1924
- Boulton & Paul Sidestrand 1926 – Bomber
- Boulton & Paul Bittern 1927
- Boulton & Paul Partridge 1928
- Boulton & Paul Phoenix 1929
- Boulton & Paul P.32 1931
- Boulton & Paul Overstrand 1933 – Bomber
- Boulton & Paul P.64 Mailplane 1933 – Transportflugzeug
- Boulton & Paul P.71A 1934 – Transportflugzeug
- Boulton Paul Defiant 1937 – Kampfflugzeug mit Drehturm
- Boulton Paul P.92 1941
- Boulton Paul Balliol 1947 – Trainer
- Boulton Paul P.111 1950 – Deltaflügler
- Boulton Paul P.120 1952 – Deltaflügler

## Lenkwaffen
- UB.109T – interne Bezeichnung Boulton-Paul P.123